# Поскубовка (Чечерский район)
Поскубовка (бел. Паскубаўка) — упразднённый посёлок в Ровковичском сельсовете Чечерском районе Гомельской области Белоруссии.
В результате катастрофы на Чернобыльской АЭС и радиационного загрязнения жители (10 семей) в 1992 году переселены в чистые места.

## География

### Расположение
В 22 км на юго-запад от Чечерска, 22 км от железнодорожной станции Буда-Кошелёвская (на линии Гомель — Жлобин), 38 км от Гомеля.

### Гидрография
На востоке, юге и западе — мелиоративный канал, соединённый с рекой Прудовка (приток реки Липа).

## Транспортная сеть
Транспортные связи по просёлочной дороге, затем по шоссе Довск — Гомель. Планировка состоит из короткой прямолинейной широтной улицы, застроенной двусторонне, деревянными усадьбами.

## История
Основан в начале XX века переселенцами из соседних деревень. В 1926 году действовало почтовое отделение, в Дудичском сельсовете Чечерского района Гомельского округа. В 1932 году организован колхоз. 6 жителей погибли на фронтах Великой Отечественной войны. Согласно переписи 1959 года входил в состав колхоза имени А. А. Жданова (центр — деревня Холочье).

## Население

### Численность
- 1992 год — жители (10 семей) переселены.

### Динамика
- 1926 год — 11 дворов, 56 жителей.
- 1959 год — 74 жителя (согласно переписи).
- 1992 год — жители (10 семей) переселены.